# محمدعلی شیرازی (شاعر)
محمدعلی حافظ‌الکتب معروف به محمدعلی شیرازی (زادهٔ ۲۷ اسفند ۱۳۱۹ در شیراز – درگذشتهٔ ۲۵ آذر ۱۴۰۱) شاعر و ترانه‌سرای ایرانی بود.

## کارنامه هنری
از مشهورترین ترانه‌های وی می‌توان به شکار (با این مطلع: وقتی رسید آهو هنوز نفس داشت/داشت هنوزم بره‌هاشو می‌لیسید) با صدای ابی، سلطان قلب‌ها با صدای عارف، چرا نمی‌رقصی با صدای ویگن، زندونی با صدای داریوش و آهنگ دشتستانی هایده اشاره کرد.
 او از معدود شاعرانی است که در حوزه محیط زیست نیز اشعار گوناگونی سروده‌است.
کارهای او که در صدا و سیما پخش شد «وقف پرنده‌ها» (آی ادمای مهربون واجبه که کمک کنیم) با صدای قاسم افشار و آهنگ مجموعه تلویزیونی زیر آسمان شهر با اجرای امیر تاجیک می‌باشد. دو اثر او نیز بر روی آهنگ‌هایی از محسن کاظمیان است با عنوان «شب‌چراغ» و «عشقِ گمشده».

## آثار
| نام خواننده        | نام ترانه                | ترانه‌سرا        | آهنگساز          | تنظیم            |
| ------------------ | ------------------------ | --------------- | ---------------- | ---------------- |
| عهدیه              | لالایی                   | محمدعلی شیرازی  | انوشیروان روحانی | انوشیروان روحانی |
| عهدیه              | نامه                     | محمدعلی شیرازی  | انوشیروان روحانی | انوشیروان روحانی |
| عهدیه              | ماشین سواری              | محمدعلی شیرازی  | انوشیروان روحانی | انوشیروان روحانی |
| ستار               | فاتح                     | محمدعلی شیرازی  | منوچهر چشم آذر   | منوچهر چشم آذر   |
| ویگن               | چرا نمی‌رقصی              | محمدعلی شیرازی  | ویگن             | ویگن             |
| ویگن               | به سوی آشیان             | محمدعلی شیرازی  | سلیمان اکبری     | واروژان          |
| ویگن               | شب غم                    | محمدعلی شیرازی  | زاون             | زاون             |
| ویگن               | خوش بیادت                | محمد علی شیرازی | زاون             | زاون             |
| ویگن               | کبک وحشی                 | محمد علی شیرازی | زاون             | زاون             |
| ویگن               | دربسته                   | محمد علی شیرازی | زاون             | زاون             |
| ویگن               | بوسه                     | محمد علی شیرازی | زاون             | زاون             |
| ویگن               | عیدت مبارک               | محمد علی شیرازی | زاون             | زاون             |
| ویگن               | پری دریا                 | محمد علی شیرازی | زاون             | زاون             |
| ویگن               | انتظارت می‌کشم (نامهربان) | محمد علی شیرازی | سلیمان اکبری     | واروژان          |
| ویگن               | فقط بخاطر تو             | محمد علی شیرازی | سلیمان اکبری     | سلیمان اکبری     |
| ویگن               | عشق طلایی                | محمد علی شیرازی | سارگون           | واروژان          |
| ویگن               | تو بد کردی با من         | محمد علی شیرازی | سارگون           | سارگون           |
| ویگن               | پیری                     | محمد علی شیرازی | سورن             | واروژان          |
| عارف               | سلطان قلبها              | محمدعلی شیرازی  | انوشیروان روحانی | انوشیروان روحانی |
| عارف               | دیوانهٔ بی‌آزار            | محمدعلی شیرازی  | سلیمان اکبری     | واروژان          |
| پوران              | دختر کولی                | محمدعلی شیرازی  | انوشیروان روحانی |                  |
| هایده              | دشتستانی                 | محمدعلی شیرازی  |                  |                  |
| هایده              | ای خدا                   | محمدعلی شیرازی  | همایون خرم       | همایون خرم       |
| گوگوش              | دریای انتظار             | محمدعلی شیرازی  | سلیمان اکبری     | سلیمان اکبری     |
| گوگوش              | ناز تو بنازم             | محمدعلی شیرازی  | سلیمان اکبری     | سلیمان اکبری     |
| گوگوش              | نفرین بر زندگی           | محمدعلی شیرازی  | سلیمان اکبری     | واروژان          |
| گوگوش              | وقتی می‌خندی              | محمدعلی شیرازی  | سلیمان اکبری     | سلیمان اکبری     |
| گوگوش              | چی رو باور کنم           | محمدعلی شیرازی  | سلیمان اکبری     | واروژان          |
| گوگوش و رسایی      | چرا چرا                  | محمدعلی شیرازی  | پرویز غیاثیان    |                  |
| گوگوش              | سراب                     | محمدعلی شیرازی  | سلیمان اکبری     |                  |
| داریوش             | زندونی                   | محمدعلی شیرازی  | انوشیروان روحانی | انوشیروان روحانی |
| ابی                | شکار                     | محمدعلی شیرازی  | حسن شماعی زاده   | منوچهر چشم آذر   |
| حسن شماعی زاده     | شکار                     | محمدعلی شیرازی  | حسن شماعی زاده   |                  |
| امیر تاجیک         | زیر آسمون شهر            | محمدعلی شیرازی  | امید تاجیک       | امید تاجیک       |
| قاسم افشار         | وقف پرنده‌ها              | محمدعلی شیرازی  | اکبر آزاد        | بهروز صفاریان    |
| محمد اصفهانی       | روزی تو خواهی آمد        | محمدعلی شیرازی  | همایون خرم       | کامبیز روشن‌روان  |
| محمد اصفهانی       | پریشان                   | محمدعلی شیرازی  | همایون خرم       | کامبیز روشن‌روان  |
| فاطمه صفائی (نورا) | شب چراغ                  | محمد علی شیرازی | محسن کاظمیان     | محسن کاظمیان     |
| مسعود خادم         | گمشده                    | محمدعلی شیرازی  | پیام طونی        | محمدرضا عقیلی    |
| فاطمه صفائی (نورا) | عشق گمشده                | محمد علی شیرازی | محسن کاظمیان     | محسن کاظمیان     |
| شهرام شکوهی        | لیلی                     | محمدعلی شیرازی  | شهرام شکوهی      | حسین کاشانیان    |
| همایون شجریان      | سرنوشت                   | محمدعلی شیرازی  | انوشیروان روحانی |                  |